# Fotbal pentru prietenie
Fotbal pentru prietenie (în engleză Footbal for Friendship) este un program social internațional al copiilor organizat anual, implementat de PJSC Gazprom. Scopul programului este să promoveze, prin fotbal, în rândul generației mai tinere, valorile importante și interesul pentru un stil de viață sănătos. În cadrul programului, jucători de fotbal de 12 ani din diverse țări iau parte la forumul internațional anual al copiilor intitulat Cupa Mondială în „Fotbal pentru Prietenie”, Ziua Internațională a Fotbalului pentru Prietenie. Programul este susținut de FIFA, UEFA, ONU, comitetele olimpice și paralimpice, prezidenții  statelor, guvernele și federațiile de fotbal din diferite țări, fundațiile caritabile internaționale, organizațiile publice și cele mai importante cluburi de fotbal ale planetei. Operatorul global al programului este AGT Communications Group (Rus.

## Istoria

### Fotbal pentru Prietenie 2013
Primul forum internațional al copiilor Fotbal pentru Prietenie a avut loc în data de 25 mai 2013, la Londra. Au participat 670 de copii din 8 țări: Bulgaria, Marea Britanie, Ungaria, Germania, Grecia, Rusia, Serbia și Slovenia. Rusia a fost reprezentată de 11 echipe de fotbal din cele 11 orașe din Rusia care vor găzdui partidele din cadrul Cupei Mondiale FIFA 2018. La forum au mai participat echipele de juniori ale cluburilor Zenit, Chelsea, Schalke 04, Crvena Zvezda, câștigătoarele zilei sporturilor pentru copii organizat de Gazprom, precum și câștigătoarele festivalului Fakel.
În cadrul acestui forum, copiii au discutat cu colegii lor din alte țări și fotbaliști renumiți și au participat la finala Ligii Campionilor UEFA din 2012/2013, găzduită de stadionul Wembley.
Rezultatul forumului a fost o scrisoare deschisă în care copiii au formulat opt valori ale programului: prietenie, egalitate, dreptate, sănătate, pace, loialitate, victorie și tradiții. Ulterior scrisoarea a fost trimisă conducătorilor UEFA, FIFA și CIO. În septembrie 2013, în timpul unei întâlniri cu Vladimir Putin și Vitali Mutko, Sepp Blatter a confirmat primirea scrisorii și a declarat că este gata să sprijine programul Fotbal pentru Prietenie.

### Fotbal pentru Prietenie 2014
A doua ediție a programului Fotbal pentru Prietenie a avut loc la Lisabona în perioada 23–25 mai 2014 și a reunit peste 450 de adolescenți din 16 țări: Belarus, Bulgaria, Marea Britanie, Ungaria, Germania, Italia, Olanda, Polonia, Portugalia, Rusia, Serbia, Slovenia, Turcia, Ucraina, Franța și Croația. Tinerii fotbaliști au luat parte la forumul internațional Fotbal pentru Prietenie, un turneu de fotbal de stradă și au asistat la finala Ligii Campionilor UEFA din 2013/2014. Câștigătoarea ediției din 2014 a Turneului Internațional de Fotbal de Stradă a fost echipa juniorilor clubului Benfica (Portugalia). 
Rezultatul celei de a doua ediții a programului a fost alegerea unui lider al mișcării Fotbal pentru Prietenie. Acesta a fost Felipe Suarez din Portugalia. În iunie 2014, ca lider al mișcării, el a participat la cea de-a noua ediție a turneului internațional de fotbal pentru tineri organizat în memoria lui Iuri Andreevici Morozov.

### Fotbal pentru Prietenie 2015
A treia ediție a programului social internațional Fotbal pentru Prietenie a fost organizată în iunie 2015, la Berlin. Pentru prima dată, la program au luat parte tineri de pe continentul asiatic – echipe de copii din Japonia, China și Kazahstan. În total, la ediția a treia au participat cu echipele de juniori 24 cluburi din 24 de țări. Tinerii fotbaliști au discutat cu colegii lor din alte țări și vedete ale fotbalului mondial, inclusiv ambasadorul global al programului, Franz Beckenbauer, și au participat la turneul internațional de fotbal de stradă destinat echipelor de juniori. Câștigătoarea ediției din 2015 a Turneului Internațional de Fotbal de Stradă a fost echipa juniorilor clubului Rapid (Austria).
Evenimentele din cadrul celei de-a treia ediții a programului Fotbal pentru Prietenie au fost relatate de aproximativ 200 de jurnaliști de la cele mai prestigioase publicații la nivel mondial, precum și de 24 de tineri reporteri din Europa și Asia, care au fost membrii Centrului de Presă Internațional al Copiilor.
Punctul culminant al ediției din 2015 a fost ceremonia de decernare a Cupei Celor Nouă Valori, câștigată de clubul de fotbal Barcelona (Spania). Câștigătoarea a fost aleasă de copiii care au participat, înainte de Forum, la un vot global organizat în toate cele 24 de țări participante.
La sfârșitul Forumului, toți participanții au respectat tradiția de a asista la finala Ligii Campionilor UEFA din 2014/2015, găzduită de Stadionul Olimpic din Berlin.

### Fotbal pentru Prietenie 2016
Startul la ediția din 2016 a Programului Social Internațional pentru Copii „Fotbal pentru Prietenie” a fost dat în cadrul unei conferințe de presă online Hangout, organizată în 24 martie la München, la care a participat  ambasadorul global al programului, Franz Beckenbauer.
La cea de a patra ediție, programului i s-au alăturat 8 noi echipe de juniori din Azerbaidjan, Algeria, Armenia, Argentina, Brazilia, Vietnam, Kârgâzstan și Siria, astfel că numărul țărilor participante a ajuns la 32.
La 5 aprilie 2016 a început votul pentru trofeul unic, Cupa Celor Nouă Valori. Suporteri din întreaga lume au participat la alegerea câștigătorului, însă decizia finală a aparținut participanților la programul Fotbal pentru Prietenie, prin vot. Cupa a fost câștigată de clubul de fotbal Bayern (München). Participanții la programul Fotbal pentru Prietenie au apreciat activitățile acestui club în sprijinul copiilor cu nevoi speciale, precum și inițiativele sale de a asigura tratament copiilor din diverse țări și de a-i ajuta pe nevoiași.
A patra ediție a forumului internațional al copiilor Fotbal pentru Prietenie și faza finală a turneului internațional de fotbal de stradă pentru copii a avut loc în perioada 27–28 mai 2016 la Milano.  Câștigătoarea turneului a fost echipa Maribor din Slovenia. La sfârșitul Forumului, toți participanții au respectat tradiția de a asista la finala Ligii Campionilor UEFA. Evenimentele din cadrul Forumului au fost relatate de peste 200 de jurnaliști de la cele mai prestigioase trusturi de presă din lume, precum și de Centrul de Presă Internațional al Copiilor, având ca membri tineri jurnaliști din țările participante.
La a patra ediție a programului Fotbal pentru Prietenie au participat tinerii fotbaliști de la clubul sirian Al-Wahda, un fapt fără precedent. Includerea echipei siriene în program și participarea copiilor sirieni la evenimentele de la Milano a fost un pas important în depășirea izolării umanitare a acestei țări. Echipa editorială sportivă arabă a canalului internațional de televiziune Russia Today, în colaborare cu Federația Siriană de Fotbal, a realizat un film documentar intitulat „Trei zile fără război” despre copiii care au participat la program. În data de 14 septembrie 2016, peste 7.000 de persoane au vizionat premiera acestui film la Damasc.

### Fotbal pentru Prietenie 2017
Gazda ediției din 2017 a programului social internațional pentru copii Fotbal pentru Prietenie a fost Sankt Petersburg (Rusia), iar faza finală a evenimentelor a avut loc între 26 iunie și 3 iulie.
În 2017, numărul țărilor participante a crescut de la 32 la 64. Pentru prima dată, la programul Fotbal pentru Prietenie au participat copii din Mexic și din Statele Unite. Astfel, programul a reunit tineri fotbaliști de pe patru continente — Africa, Eurasia, America de Nord și America de Sud.
Cea de-a cincea ediție a programului a fost implementată conform unui concept nou: din fiecare țară a fost ales un singur tânăr fotbalist pentru a reprezenta țara respectivă. Aceștia au fost în distribuiți în opt echipe internaționale ale prieteniei, formate din băieți și fete de 12 ani, inclusiv copii cu dizabilități.
În cadrul unei trageri la sorți deschise a fost stabilită componența fiecărei echipe formate din reprezentanții țărilor, precum și grupele în care au fost repartizate echipele. Tragerea la sorți a fost organizată în cadrul unei conferințe prin Internet. La cârma celor opt Echipe ale Prieteniei au fost desemnați tineri antrenori: Rene Lampert (Slovenia), Stefan Maksimovici (Serbia), Brandon Shabani (Marea Britanie), Charlie Sui (China), Anatoli Centuloev (Rusia), Bogdan Krolevetski (Rusia), Anton Ivanov (Rusia), Emma Henschen (Olanda). La tragerea la sorți a participat și Lilia Matsumoto (Japonia), din partea centrului de presă internațional Fotbal pentru Prietenie.
Câștigătoarea Cupei Mondiale Fotbal pentru Prietenie a fost echipa „portocalie”, care a avut în componență un tânăr antrenor și tineri fotbaliști din nouă țări: Rene Lampert (Slovenia), Hong Jun Marvin Tue (Singapore), Paul Puig I Montana (Spania), Gabriel Mendoza (Bolivia), Ravan Kazimov (Azerbaidjan), Hrisimir Stanimirov Stancev (Bulgaria), Ivan Agustin Casco (Argentina), Roman Horak (Cehia), Hamzah Yusuf Nuri Alhavvat (Libia).
La forumul internațional al copiilor Fotbal pentru Prietenie a participat Viktor Zubkov (președintele consiliului director al PJSC Gazprom) [38], Fatma Samura (secretar general al FIFA), Philippe Le Flock (director comercial general al FIFA), Giulio Baptista (fotbalist brazilian), Ivan Zamorano (fost atacant din Chile), Alexander Kerzhakov (fotbalist rus) și alți invitați, care au făcut apel la promovarea valorilor umane esențiale în rândurile generației mai tinere.
În 2017, programul a reunit peste 600.000 de oameni, cu participarea a peste 1000 de copii și adulți din 64 de țări la fazele finale organizate în Sankt Petersburg.

### Fotbal pentru Prietenie 2018
În 2018, cel de-al șaselea sezon  a Cupei Mondiale în "Fotbal pentru prietenie" a avut loc între 15 februarie și 15 iunie. Evenimentele finale au avut loc la Moscova în ajunul Cupei Mondiale  FIFA 2018. La program au participat tinerii jucători de fotbal și jurnaliștii reprezentând 211 țări și regiuni ale lumii. Startul oficial al programului 2018 a fost dat de tragerea la sorți a Cupei Mondiale în „Fotbal pentru Prietenie”, care a dus la formarea a 32 de echipe de fotbal – Echipele internaționale de prietenie.
În 2018, în cadrul misiunii ecologice, Echipele internaționale de prietenie  au fost numite după speciile animalelor rare  pe cale de dispariție:
African Elephant
Komodo Dragon
Kipunji
Big Turtle
Dama Gazelle
Cheetah
Rhinoceros
Angel Shark
Polar Bear
Lemur
Grizzly Bear
Whale Shark
Three-Toed Sloth
King Cobra
Chimpanzee
Gharial
Western Gorilla
Imperial Woodpecker
Saiga
Blond Capuchin
Koala
Siberian Tiger
Grévy's Zebra
Orangutan
Giant Panda
Magellanic Penguin
Rothschild's Giraffe
Humpback Whale
African Wild Dog
Lion
Hippopotamus
Galápagos Sea Lion
Evenimentele cheie în 2018: Ștafeta Prieteniei (va avea loc între 16 februarie și 25 aprilie, în toate cele 211 de țări și regiuni care participă la program), Ziua Internațională a Fotbalului și Prieteniei (25 aprilie), Tabăra Internațională a Prieteniei, Campionatul Mondial Fotbal pentru Prietenie și Forumul Internațional al Copiilor Fotbal pentru Prietenie. 
Țările și regiunile care participă la programul Fotbal pentru Prietenie în 2018 sunt:  
1.	Commonwealth of Australia
2.	Republica Austria
3.	Republica Azerbaidjan
4.	Republica Algeriană Democratică și Populară
5.	Insulele Virgine Americane
6.	Samoa Americană
7.	Anguilla
8.	Antigua și Barbuda
9.	Republica Arabă Egipt
10.	Republica Argentina
11.	Aruba
12.	Barbados
13.	Belize
14.	Insulele Bermude
15.	Republica Bolivariană Venezuela
16.	Bosnia și Herțegovina
17.	Insulele Virgine Britanice
18.	Burkina Faso
19.	Marele Ducat de Luxemburg
20.	Ungaria
21.	Republica Orientală a Uruguayului
22.	Republica Gaboneză
23.	Republica Guineea
24.	Gibraltar
25.	Brunei Darussalam
26.	Statul Israel
27.	Statul Qatar
28.	Statul Kuweit
29.	Statul Libia
30.	Statul Palestina
31.	Grenada
32.	Republica Elenă
33.	Georgia
34.	Republica Democrată Timorul de Est
35.	Republica Democrată Congo
36.	Republica Democrată São Tomé și Príncipe
37.	Republica Democrată Socialistă Sri Lanka
38.	Republica Dominicană
39.	Regatul Hașemit al Iordaniei 
40.	Republica Islamică Afganistan
41.	Republica Islamică Iran
42.	Republica Islamică Mauritania
43.	Republica italiană
44.	Republica Yemen
45.	Insulele Cayman
46.	Canada
47.	Republica Populară Chineză
48.	Taipeiul Chinez (Taiwan)
49.	Principatul Andorrei
50.	Principatul Liechtenstein
51.	Republica Cooperatistă Guyana
52.	Republica Populară Democrată Coreeană
53.	Regatul Bahrain
54.	Regatul Belgiei
55.	Regatul Bhutan
56.	Regatul Danemarcei
57.	Regatul Spaniei
58.	Regatul Cambodgiei
59.	Regatul Lesotho
60.	Regatul Maroc
61.	Regatul Olandei
62.	Regatul Norvegiei
63.	Regatul Arabiei Saudite
64.	Regatul Swaziland
65.	Regatul Thailandei
66.	Regatul Tonga
67.	Regatul Suediei
68.	Republica Kârgâză
69.	Curaçao
70.	Republica Populară Democrată Lao
71.	Republica Letonia
72.	Republica Libaneză
73.	Republica Lituania
74.	Malaezia
75.	Republica Maldive
76.	Statele Unite Mexicane 
77.	Statul Plurinațional al Boliviei
78.	Mongolia
79.	Montserrat
80.	Republica Populară Bangladesh
81.	Statul Independent Papua Noua Guinee
82.	Statul Independent Samoa
83.	Noua Zeelandă
84.	Noua Caledonie
85.	Republica Unită a Tanzaniei
86.	Emiratele Arabe Unite
87.	Insulele Cook
88.	Insulele Turks și Caicos
89.	Republica Albania
90.	Republica Angola
91.	Republica Armenia
92.	Republica Belarus
93.	Republica Benin
94.	Republica Bulgaria
95.	Republica Botswana
96.	Republica Burundi
97.	Republica Vanuatu
98.	Republica Haiti
99.	Republica Gambia
100.	Republica Ghana
101.	Republica Guatemala
102.	Republica Guinea-Bissau
103.	Republica Honduras
104.	Republica Djibouti
105.	Republica Zambia
106.	Republica Zimbabwe
107.	Republica India
108.	Republica Indonezia
109.	Republica Irak
110.	Republica Irlanda
111.	Republica Islanda
112.	Republica Kazahstan
113.	Republica Kenya
114.	Republica Cipru
115.	Republica Columbia
116.	Republica Congo
117.	Republica Coreea
118.	Republica Kosovo
119.	Republica Costa Rica
120.	Republica Coasta de Fildeș
121.	Republica Cuba
122.	Republica Liberia
123.	Republica Mauritius
124.	Republica Madagascar
125.	Republica Macedonia
126.	Republica Malawi
127.	Republica Mali
128.	Republica Malta
129.	Republica Mozambic
130.	Republica Moldova
131.	Republica Namibia
132.	Republica Niger
133.	Republica Nicaragua
134.	Republica Capului Verde
135.	Republica Islamică Pakistan
136.	Republica Panama
137.	Republica Paraguay
138.	Republica Peru
139.	Republica Polonia
140.	Republica Portugheză
141.	Republica Rwanda
142.	Republica San Marino
143.	Republica Seychelles
144.	Republica Senegal
145.	Republica Serbia
146.	Republica Singapore
147.	Republica Slovenia
148.	Republica Uniunea Myanmar
149.	Republica Sudanului
150.	Republica Suriname
151.	Republica Sierra Leone
152.	Republica Tadjikistan
153.	Republica Trinidad și Tobago
154.	Republica Turkmenistan
155.	Republica Uganda
156.	Republica Uzbekistan
157.	Republica Fiji
158.	Republica Filipine
159.	Republica Croația
160.	Republica Ciad
161.	Republica Muntenegru
162.	Republica Chile
163.	Republica Ecuador
164.	Republica Guineea Ecuatorială
165.	Republica El Salvador
166.	Republica Sudanul de Sud
167.	Republica Camerun
168.	Federația Rusă
169.	România
170.	Regiunea Administrativă Specială Hong Kong a Republicii Populare Chineze 
171.	Statul Liber Asociat Puerto Rico
172.	Irlanda de Nord
173.	Sfântul Vicențiu și Grenadinele
174.	Sfânta Lucia
175.	Republica Arabă Siriană
176.	Republica Slovacă
177.	Comunitatea Bahamas
178.	Uniunea Dominica
179.	Regatul Unit al Marii Britanii și Irlandei de Nord
180.	Statele Unite ale Americii
181.	Insulele Solomon
182.	Republica Socialistă Vietnam
183.	Uniunea Comorelor
184.	Regiunea Administrativă Specială Macao a Republicii Populare Chineze
185.	Sultanatul Oman
186.	Tahiti
187.	Teritoriul Guam
188.	Republica Togoleză
189.	Republica Tunisiană
190.	Republica Turcia
191.	Ucraina
192.	Țara Galilor
193.	Insulele Feroe
194.	Republica Federală Democratică Nepal
195.	Republica Federală Democratică a Etiopiei
196.	Republica Federativă a Braziliei
197.	Republica Federală Germania
198.	Republica Federală Nigeria
199.	Republica Federală Somalia
200.	Federația Sfântul Kitts și Nevis
201.	Republica Finlanda
202.	Republica Franceză
203.	Republica Centrafricană
204.	Republica Cehă
205.	Confederația Elvețiană
206.	Scoția
207.	Eritrea
208.	Republica Estonia
209.	Republica Africa de Sud
210.	Jamaica
211.	Japonia   
De asemenea, în cadrul misiunii ecologice din 2018, la 30 mai, a fost lansată acțiunea internațională Happy Buzz Day, care a apelat la comunitatea mondială să sprijine organizațiile pentru salvarea  speciilor animalelor rare . S-au alăturat  la acestă acțiune parcurile naționale și rezervațiile naturale din Rusia, SUA, Nepal și Marea Britanie.  De asemenea, în cadrul evenimentelor finale ale Cupei Mondiale în „Fotbal pentru Prietenie”,  de la Moscova, participanții s-au deplasat cu autobuzele ecologice care funcționează pe gaze naturale.
La Cupa Mondială "Fotbal pentru prietenie"   2018 au participat 32 de echipe internaționale de prietenie. Pentru prima dată în istoria proiectului, jocul final a fost comentat de către Jazn Taha, comentatorul tânăr din Siria, iar meciul a fost judecat de arbitrul tânăr din Rusia Bogdan Batalin. Câștigătorul Cupei Mondiale "Fotbal pentru prietenie"   2018 a fost echipa  “Cimpanzei”, compusă  din jucătorii de fotbal tineri din Dominica, Saint Kitts și Nevis, Malawi, Columbia, Benin și Republica Democratică Congo. Tânărul participant din Saransk, Vladislav Polyakov, a antrenat  această echipă.  
Evenimentul final al celui de-al șaselea sezon al programului a fost Forumul Internațional pentru Copii "Fotbal pentru Prietenie", care a avut loc pe 13 iunie la Centrul de Oceanografie și Biologie Marină “Moskvarrium”. A fost vizitat de Viktor Zubkov (președintele Consiliului de Administrație al PJSC Gazprom), Olga Golodets (vicepreședinte al Guvernului Federației Ruse), Iker Casillas (fotbalist spaniol, fost căpitan al echipei naționale), Alexander Kerzhakov (antrenor al echipei ruse de fotbal a tinerilor din Rusia) precum și reprezentanții ai 54 de ambasade din întreaga lume și alți invitați.
Cei mai buni jucători de fotbal din cel de-al șaselea sezon au fost premiați la Forum: Deo Kalenga Mwenze din Republica Democrată Congo (cel mai bun atacant), Yamiru Oura din Benin (cel mai bun mijlocaș), Ivan Volynkin din Țara Galilor (cel mai bun portar) și Gustavo Sintra Rocha din Brazilia.
Cel mai bun jurnalist al Cupei Mondiale în „Fotbal pentru Prietenie”,  în 2018 a fost Sheikali Asension din Aruba. Fata mentine un blog, încurajând tinerii Oceaniei pentru conștientizarea mediului.
La Forum, a avut loc o prezentarea cărții și o sesiune de autografe a participantei din sezonul precedent din India, Ananya Cambodia. După încheierea celui de-al cincilea sezon de “Fotbal pentru prietenie” în 2017, Ananya a scris o carte “Călătoria mea de la Mohali la St.Petersburg“  despre experiența sa de a participa în calitate de tânăr jurnalist. Acolo ea a povestit despre cele nouă valori ale programului, care ajută pentru schimbarea lumii spre bine.
La 14 iunie, după finalizarea Forumului Internațional pentru Copii "Fotbal pentru Prietenie", tinerii jucători de fotbal și jurnaliștii au participat la ceremonia de deschidere a Cupei Mondiale  FIFA din 2018 din Rusia. La stadionul Luzhniki, copiii au ridicat în mod solemn steagurile tuturor celor 211 de țări și regiuni care participă la acest program în anul curent. După aceasta, tinerii participant la Cupa Mondială în „Fotbal pentru Prietenie”,  au urmărit meciul de deschidere dintre echipele naționale din Rusia și Arabia Saudită. 
Prezidentul Federației Ruse Vladimir Putin a invitat mesagerul tânăr al “Fotbalului pentru prietenie” din Rusia, Albert Zinnatov, în loja sa pentru au urmări împreună meciul de deschidere. Acolo, tânărul a discutat cu Roberto Carlos, campionul mondial la Cupa Mondială din Brazilia și cu jucătorul spaniol de fotbal Iker Casillas.
Peste 1500 de copii și adolescenți din 211 țări și regiuni au participat la evenimentele finale de la Moscova. În total, în cadrul celei de-a șasea sesiuni, au avut loc în diferite părți ale lumii peste 180 de evenimente la care au participat peste 240 de mii de copii.
În 2018, proiectul a fost susținut de reprezentanții guvernului. Olga Golodets, viceprim-ministru al Guvernului Federației Ruse, a  citit adresa de la Prezidentului Rusiei, Vladimir Putin, cu salutări către participanții și invitații Forumului Internațional al Copiilor. Președintele Guvernului Federației Ruse, Dmitri Medvedev, a trimis o telegramă cu binevenit  participanților și oaspeților celui de-al șaselea Forum Internațional pentru Copii "Fotbal pentru Prietenie".
Reprezentantul oficial al Ministerului  de Externe al Rusiei, Maria Zakharova, în cadrul  briefingului din 23 mai, a remarcat că astăzi Cupa Mondială în „Fotbal pentru Prietenie”,  este percepută de comunitatea mondială drept o componentă umanitară importantă a politicii sociale internaționale a Rusiei.
În mod tradițional, s-a susținut Cupa Mondială în „Fotbal pentru Prietenie”,  de FIFA. Organizația a menționat că numărul total al participanților și invitaților la evenimentele finale de la Moscova a ajuns la 5.000 de persoane.

### Fotbal pentru prietenie 2019
Lansarea celui de-al șaptelea sezon al programului social internațional pentru copii „Fotbal pentru prietenie” a avut loc pe 18 martie anul 2019, evenimentele finale ale programului s-au desfășurat la Madrid în perioada din 28 mai până la 2 iunie.
Ziua internațională a fotbalului și a Prieteniei a fost sărbătorită pe 25 aprilie în mai mult de 50 de țări din Europa, Asia, Africa, America de Nord și de Sud.  Uniunea Rusă de Fotbal s-a alăturat, de asemenea, pentru sărbătorire (URF)
La 30 mai, în Madrid a găzduit forumul internațional al programului social pentru copii a companiei ÎAP ”Gazprom” ”Fotbal pentru prietenie” 2019. Forumul a reunit experți din întreaga lume - antrenori de fotbal, medici ai echipelor pentru copii, vedete, jurnaliști din presa internațională și mass-media, reprezentanți ai academiilor și federațiilor internaționale de fotbal.
Cea mai multinațională pregătire de fotbal din lume a avut loc la 31 mai la Madrid. Pe baza rezultatelor sesiunii de antrenament, ”Fotbalul pentru prietenie” a primit un certificat official GUINNESS WORLD RECORDS®.
Ca parte a celui de-al șaptelea sezon, 32 de jurnaliști tineri din Europa, Africa, Asia, America de Nord și de Sud au format compoziția centrului internațional de presă pentru copii din programul ”Fotbal pentru prietenie”, care a acoperit evenimentele finale ale programului și a participat la pregătirea materialelor împreună cu mass-media internațională și națională.
Participanții la cel de-al șaptelea sezon au prezentat Cupa ”Celor nouă valori” (premiul programului social internațional pentru copii ”Fotbal pentru prietenie”) a clubului de fotbal ”Liverpool” ca cea mai responsabilă echipă socială.
La 1 iunie pe punctul culminant al sezonului al șaptelea, ultimul meci al Cupei Mondiale de ”Fotbal pentru Prietenie”, a avut loc pe terenul UEFA Pitch din Madrid. Potrivit rezultatelor sale, echipa națională ”Antiguan Snake” a jucat cu ”Talismanul Diavolului” cu un scor de 1: 1 în timpul regulamentului, apoi a câștigat lovitura de pedeapsă și a câștigat premiul principal.

### Fotbal pentru Prietenie 2020
În 2020, evenimentele finale ale celui de-al optulea sezon al ”Fotbalului pentru prietenie” au avut loc online pe o platformă digitală în perioada din 27 noiembrie - 9 decembrie anul 2020. Peste 10.000 de participanți din peste 100 de țări ale lumii s-au alăturat către evenimentele de cheie.
Pentru cel de-al optulea sezon al programului, a fost dezvoltat un simulator de fotbal online multiplayer Football for Friendship World, pe baza căruia a avut loc campionatul online World Football for Friendship 2020. Jocul este disponibil pentru descărcare în întreaga lume începând cu 10 decembrie 2020 - Ziua Mondială a Fotbalului. Utilizatorii au posibilitatea de a participa la meciuri conform regulilor ”Fotbal pentru prietenie”, unindu-se în echipe internaționale. Multiplayerul este bazat pe valorile de bază ale programului, precum prietenia, pacea și egalitatea.
Pe 27 noiembrie a avut loc tragerea la sorți deschisă a Campionatului Mondial online de ”Fotbal pentru prietenie” 2020
În perioada din 28 noiembrie - 6 decembrie a avut loc o tabără internațională de prietenie online cu programe educaționale umanitare și sportive pentru copii
În perioada din 30 noiembrie - 4 decembrie au avut loc sesiuni ale forumului internațional online „Fotbal pentru prietenie”, la care au fost prezentate proiecte în dezvoltarea sportului pentru copii. Juriul expert a apreciat prezentarea proiectelor care solicită premiul internațional „Fotbal pentru prietenie”
7-8 decembrie a avut loc campionatul mondial online de ”Fotbal pentru Prietenie”. Campionatul din acest an a avut loc online pe o platformă digitală, iar simulatorul de fotbal multiplayer Football for Friendship a fost special dezvoltat pentru aceasta.
Pe 9 decembrie, marea finală a ”Fotbalului pentru prietenie” 
O serie de seminarii web pentru copii din diferite țări în sprijinul celei de-a 75-a aniversări a ONU a avut loc în timpul celui de-al optulea sezon al programului.
În timpul celui de-al optulea sezon al programului, emisiunea săptămânală „Stadium is where I am” a fost lansată împreună cu freestileri de fotbal din întreaga lume. În fiecare episod, freestilerii i-au învățat pe tinerii ambasadori să facă trucuri, iar la sfârșitul fiecărui episod a fost anunțată o competiție pentru cea mai bună performanță de truc. Spectacolul s-a încheiat cu un master class online global, cu care programul ”Fotbal pentru prietenie” a devenit deținătorul recordului Guinness pentru a doua oară în ceea ce privește numărul de participanți implicați (6 decembrie 2020).
Redactori de știri bune - un spectacol săptămânal lansat de tineri jurnaliști din ”Fotbal pentru prietenie”, în care copiii au împărtășit telespectatorilor știri pozitive din întreaga lume.

### Fotbal pentru Prietenie 2021
În 2021, evenimentele finale ale celui de-al nouălea sezon din "Football for Friendship" au avut loc online pe platforma digitală "Football for Friendship" în perioada 14-29 mai 2021, reunind peste 200 de țări.
Pe 25 aprilie, de Ziua Internațională a Fotbalului și a Prieteniei, a avut loc tragerea la sorți a campionatului mondial online "Football for Friendship" 2021.
În cadrul sezonului s-a desfășurat Tabăra-online Internațională de Prietenie cu programe educaționale umanitare și sportive pentru copii.
A avut loc Forumul-online Internațional "Football for Friendship", unde academiile de fotbal din întreaga lume au prezentat proiecte in dezvoltarea sportului copiilor. Pe baza rezultatelor prezentărilor, juriul de experți a determinat câștigătorii Premiului Internațional "Football for Friendship", care au fost academiile din Afganistan, India, Sri Lanka și Togo.
Campionatul-online mondial de fotbal pentru prietenie a avut loc pe platforma simulatorului de fotbal multiplayer special dezvoltată "Football for Friendship World". Finala campionatului a fost câștigată de echipa "Argali", care a inclus copii din Aruba, Belize, Guatemala, Costa Rica și Mexic.
Participanții la cel de-al nouălea sezon au stabilit al treilea record mondial Guinness™ pentru cel mai mare număr de vizitatori al stadionului virtual din lume.
Pe 29 mai a avut loc Marea Finală a "Football for Friendship".
"Football for Friendship": Biroul internațional de știri pentru copii EURO 2020
În cadrul Campionatului UEFA EURO 2020, programul "Football for Friendship" a lansat o inițiativă a biroului internațional de știri pentru copii, cu participarea tinerilor jurnaliști al "Football for Friendship" din 11 țări ale Campionatului.
Tinerii jurnaliști au participat la toate meciurile de campionat din țările lor și le-au descris pentru milioane de colegi din lume prin prisma celor Nouă Valori împărtășite de milioane de participanți la program.
Tinerii jurnaliști au fost formați la Școala de Nouă Valori a programului "Football for Friendship". Pe lângă valori, cursurile s-au concentrat pe tendințele actuale în jurnalismul sportiv și competențe de jurnalism online.

## Campionatul Mondial de Fotbal pentru Prietenie
Turneul de fotbal din cadrul forumului internațional al copiilor este organizat în cadrul programului Fotbal pentru Prietenie. Echipele care participă la turneu – Echipele Prieteniei – sunt alcătuite în urma unei trageri la sorți deschise. Echipele sunt organizate conform principiilor programului Fotbal pentru Prietenie: sportivi de diverse naționalități, sexe și abilități fizice în aceeași echipă.

## Forumul Internațional al Copiilor „Fotbal pentru Prietenie”
În cadrul Forumului Internațional al Copiilor „Fotbal pentru Prietenie”, care se organizează în fiecare an, tinerii participanți la program discută, alături de adulți, despre promovarea și dezvoltarea valorilor programului în întreaga lume. În timpul Forumului, copiii se întâlnesc și discută cu colegii lor din alte țări, fotbaliști renumiți, jurnaliști și persoane publice, devenind, în același timp, tineri ambasadori care în viitor vor continua să promoveze independent aceste valori universale în rândul comunităților lor.
În 2019, Forumul a fost transformat într-o platformă de schimb de experiență între experți în domeniul sportului și educației.
În 2020, în cadrul Forumului, a fost inițiat Premiul Internațional "Football for Friendship".

## Centrul de Presă Internațional al Copiilor
O caracteristică specială a programului Fotbal pentru Prietenie este propriul Centru de Presă Internațional al Copiilor. Acesta a fost organizat pentru prima dată în cadrul programului Fotbal pentru Prietenie în anul 2014. Tinerii jurnaliști din centrul de presă relatează despre evenimentele programului în țările lor: redactează știri pentru presa sportivă autohtonă și internațională, participă la crearea de materiale pentru canalul TV Fotbal pentru Prietenie, ziarul pentru copii Fotbal pentru Prietenie și postul de radio oficial al programului. Centrul de Presă Internațional al Copiilor reunește câștigătorii concursurilor naționale „Cel mai bun tânăr ziarist”, tineri bloggeri, fotografi și scriitori. Tinerii jurnaliști din centrul de presă își prezintă punctele de vedere din cadrul programului, implementând formatul „copiii despre copii”.

## Ziua Internațională a Fotbalului pentru Prietenie
În cadrul programului Fotbalul pentru Prietenie, Ziua Internațională a Fotbalului pentru Prietenie se sărbătorește în 25 aprilie. Această zi a fost sărbătorită pentru prima dată în anul 2014, în 16 țări. În această zi se organizează partide amicale, flash mob-uri, emisiuni radio maraton, cursuri de perfecționare, showuri de televiziune, sesiuni de antrenament deschise etc. La sărbătoare au participat peste 50.000 de oameni.
În 2015, Ziua Fotbalului pentru Prietenie a fost sărbătorită în 24 de țări. În timpul festivalului au fost organizate partide de fotbal amicale și alte evenimente. În Germania, fotbaliștii clubului Schalke 04 au ținut o sesiune de antrenament deschisă, în Serbia a fost organizat un show de televiziune, în Ucraina o partidă între juniorii de la Volân FC și copiii înregistrați la centrul de servicii sociale pentru familii, copii și tineri al orașului Luțk.
În Rusia, Ziua Fotbalului pentru Prietenie a fost sărbătorită în data de 25 aprilie în 11 orașe. Au fost organizate partide de fotbal amicale la Vladivostok, Novosibirsk, Ecaterinburg, Krasnoiarsk, Barnaul, Sankt Petersburg și Saransk pentru a promova valorile cheie ale programului. La Krasnoiarsk, Sochi și Rostov pe Don a fost organizată o Ștafetă a Prieteniei, cu participarea purtătorilor torței olimpice din 2014. La Moscova, cu sprijinul Federației Sportive a Nevăzătorilor, a fost organizat un Turneu al Oportunităților Egale. La 5 mai, Ziua Fotbalului pentru Prietenie a fost sărbătorită în Nijnâi Novgorod și Kazan.
În 2016, Ziua Fotbalului pentru Prietenie a fost sărbătorită în 32 de țări. În Rusia a fost sărbătorită în nouă orașe: Moscova, Sankt Petersburg, Novosibirsk, Barnaul, Birobidjan, Irkuțk, Krasnodar, Nijnâi Novgorod și Rostov pe Don. La Nijnâi Novgorod a fost organizată o partidă amicală pentru tinerii fotbaliști de la Volga FC, iar jucătorii adulți ai clubului au organizat o încălzire și un antrenament pentru copii. Într-o partidă amicală la Novosibirsk au participat copii cu dizabilități – echipa regiunii Novosibirsk, Yermak-Sibir.
În 2017, Ziua Fotbalului pentru Prietenie a fost sărbătorită în 64 de țări. Renumiții fotbaliști Branislav Ivanovici, fundașul sârb, și Dirk Kuyt, atacantul olandez, au participat la evenimente în întreaga lume. În Grecia, la eveniment a participat Theodoras Zagorakis, câștigător al Campionatului European de Fotbal din 2004 cu echipa națională a țării sale. În Rusia, clubul Zenit FC a găzduit o sesiune de antrenament specială pentru Zahar Badiuc, tânărul Ambasador al programului Fotbal pentru Prietenie în 2017. În timpul sesiunii de antrenament, portarul echipei Zenit FC, Iuri Lodâghin a remarcat talentul lui Zahar și i-a împărtășit câteva secrete ale postului de portar.

## Nouă valori ale „Fotbalului pentru prietenie”
În cadrul primului forum internațional pentru copii, care a avut loc la 25 mai 2013, tinerii mesageri  din Marea Britanie, Germania, Slovenia, Ungaria, Serbia, Bulgaria, Grecia și Rusia au format primele opt valori ale programului - prietenie, egalitate, dreptate, sănătate, pace, devotament, victorie și tradiții - și le-au prezentat într-o scrisoare deschisă.
Scrisoarea a fost trimisă șefilor organizațiilor sportive internaționale:  la Federația Internațională de Fotbal (FIFA), Uniunea Asociațiilor Europene de Fotbal (UEFA) și Comitetului Internațional Olimpic. În septembrie 2013, Joseph Blatter, în timpul întâlniri cu Vladimir Putin și Vitaly Mutko, a confirmat primirea scrisorii și a declarat că este gata să sprijine „Fotbalul pentru Prietenie”.
În 2015, participanții din China, Japonia și Kazahstan s-au alăturat  programului „Fotbalul pentru Prietenie” și au oferit să  se adauge o nouă valoare - onoarea.

## Cupa Celor Nouă Valori
Cupa Celor Nouă Valori este un premiu acordat în cadrul Programului Social Internațional pentru Copii „Fotbal pentru Prietenie”. În fiecare an Cupa este acordată celor care dovedesc cel mai mare angajament față de valorile programului: prietenie, egalitate, dreptate, sănătate, pace, loialitate, victorie, tradiții și onoare. Suporteri din întreaga lume participă la alegerea câștigătorului, însă decizia finală aparține participanților la programul Fotbal pentru Prietenie, prin vot. Cluburile de fotbal care au câștigat Cupa Celor Nouă Valori sunt: Barcelona (Spania, 2015, 2020, 2021), Bayern (Germania, 2016), Al-Wahda (Siria, 2016), Real Madrid (Spania, 2017), Echipa Braziliei de fotbal (Brazilia, 2018), Liverpool (Anglia, 2019).

## Brățara Prieteniei
Toate activitățile din cadrul programului Fotbal pentru Prietenie încep cu schimbul de Brățări ale Prieteniei, un simbol al egalității și stilului de viață sănătos. Brățara este formată din două fire, albastru și verde, și poate fi purtată de toți cei care împărtășesc valorile programului.
După opinia lui Franz Beckenbauer:
„Simbolul mișcării este o brățară bicoloră, la fel de ușor de înțeles ca valorile intrinseci ale programului Fotbal pentru Prietenie.
Tinerii participanți la program au legat Brățara Prieteniei pe încheietura unor sportivi sau persoane publice foarte cunoscute, printre care: Dick Advocaat, Anatoli Timoșciuk și Luis Netu, Franz Beckenbauer, Luis Fernandez, Didier Drogba, Max Meyer, Fatma Samura, Leon Gorecka, Domenico Krishito, Michel Salgado, Alexander Kerzhakov, Dimas Pirros, Miodrag Bozovic, Adelina Sotnikova, Iuri Kameneț.

## Primul trofeu NFT din lume pentru cel mai bun gol al Campionatului UEFA EURO 2020
În mai 2021, UEFA a anunțat sponsorizarea PJSC "Gazprom" pentru EURO 2020 și EURO 2024. Termenii de cooperare au inclus prezentarea premiului pentru Cel mai bun marcator UEFA EURO 2020, care pentru prima dată este prezentat ca un trofeu NFT.
Prototipul fizic al premiului a fost creat de artistul rus Pokras Lampas la standul PJSC "Gazprom" din zona de fani din Sankt Petersburg din Piața Konyushennaya ca o instalație de artă de 432 de mingi de fotbal cu ornamente caligrafice.
Trofeul digital codifică numele Campionatului UEFA EURO 2020, Gazprom, programul social internațional pentru copii "Football for Friendship" și cele Nouă Valori pe care le promovează: prietenie, egalitate, dreptate, sănătate, pace, loialitate, victorie, tradiții și onoare.
Pe 27 iunie, instalația de artă a încetat să mai existe ca obiect fizic și a trecut în formatul NFT. Toate mingile de fotbal au fost distribuite celor 11 orașe gazdă ale Campionatului European de Fotbal 2020.
Pe 15 octombrie, în cadrul ceremoniei de premiere, trofeul digital a fost înmânat lui Patrick Schick, fotbalistului, care a marcat cel mai bun gol al Campionatului UEFA EURO 2020, și o hologramă a premiului a fost înmânată pentru a fi expusă la sediului UEFA (Elveția, Nyon) și la sediului Gazprom (Rusia, Sankt Petersburg).

## Academia Internațională de "Football for Friendship" pentru antrenori
"Football for Friendship" International Academy este o platformă educațională online gratuită, disponibilă într-o varietate de limbi, care include un set de activități practice care vizează îmbunătățirea calificărilor antrenorilor al echipelor de tineret și ai secțiilor de fotbal, precum și a profesorilor de educație fizică. Cursul Academiei se bazează pe cunoștințe, sfaturi practice și recomandări pentru organizarea antrenamentului, promovarea valorilor unui stil de viață sănătos și activ, precum și respectul pentru diferite culturi și naționalități în rândul tinerilor jucători. Cursul de pregătire a fost elaborat de autorii programelor educaționale sportive și umanitare ale proiectului "Football for Friendship" - liderii procesului educațional și antrenorii academiei FC Barcelona, experți ai programelor umanitare FIFA.

## Tabăra de prietenie internațională
Un program educațional în care participanții la "Football for Friendship" sub îndrumarea mentorilor profesioniști ai taberei urmează antrenament și team-building. Inițiativa îi ajută pe copii să se înțeleagă între ei nu numai pe terenul de fotbal, ci și în viața reală, să dezvolte tactici și să simtă umărul unui coechipier. O parte a Taberei este Școala Nouă Valori, unde Tinerii Participanți învață despre valorile programului și cum să le aplice pe teren și în viața de zi cu zi.

## Inițiativa de mediu
Din 2016, programul "Football for Friendship" derulează în fiecare an Inițiativa de mediu. Tinerii participanți la program au deschis "Grădina Prieteniei" din Parcul Trenno din Milano, unde fiecare dintre cele 32 de echipe internaționale și-a plantat propriul copac. Al treizeci și treilea copac a fost plantat de copii cu dizabilități de la Fundația Don Carlo Gnocchi.
În 2018, Tinerii Ambasadori ai programului au sensibilizat publicul cu privire la animalele, care sunt pe cale de dispariție. În fiecare an, echipele de prietenie internațională poartă numele unor specii rare de animale și, care sunt pe cale de dispariție. Tot în 2018, în cadrul evenimentelor finale de la Moscova, au fost organizate trasee verzi pentru Tinerii participanți folosind autobuze alimentate cu gaz natural.
În 2020, Tinerii Participanți au găzduit webinarul "F4F Speaks for Nature" dedicat protecției și sustenabilității mediului, ca parte a Zilei Mondiale a Mediului Înconjurător, stabilit de către ONU.
În 2021, Tinerii Membri au împărtășit lumii modalitățile în care fiecare dintre noi poate ajuta planeta zilnic și au lansat provocarea Pași Mici pentru Salvarea Planetei (Small Steps to Save the Planet).

## Tabăra de prietenie internațională
Un program educațional în care participanții la "Football for Friendship" sub îndrumarea mentorilor profesioniști ai taberei urmează antrenament și team-building. Inițiativa îi ajută pe copii să se înțeleagă între ei nu numai pe terenul de fotbal, ci și în viața reală, să dezvolte tactici și să simtă umărul unui coechipier. O parte a Taberei este Școala Nouă Valori, unde Tinerii Participanți învață despre valorile programului și cum să le aplice pe teren și în viața de zi cu zi.

## Activitatea participanților între ediții
În perioada dintre două ediții, tinerii fotbaliști din cadrul programului Fotbal pentru Prietenie participă la diverse evenimente. În mai 2013, juniorii clubului de fotbal Maribor (Slovenia) au organizat o partidă amicală în scop caritabil cu copii din Cambodgia. La 14 septembrie 2014, la Soci, participanții ruși ai programului au discutat cu Vladimir Putin în timpul unei întâlniri dintre președintele Federației Ruse de Fotbal și Președintele FIFA, Sepp Blatter. În iunie 2014, președintele Franței, Francois Hollande, a invitat echipa Taverni, membră a programului Fotbal pentru Prietenie, la Palatul Elysee, pentru a viziona partida din cadrul Cupei Mondiale 2014 FIFA dintre Franța și Nigeria. În aprilie 2016, Iuri Vașciuk, ambasadorul programului Fotbal pentru Prietenie în 2015, s-a întâlnit cu cel mai puternic om din Belarus, Kirill Șimko și tinerii fotbaliști de la BATE FC pentru a-și împărtăși experiența lor de participanți la program. Iuri Vașciuk i-a înmânat lui Kirill Șimko o Brățară a Prieteniei simbolică, prin care i-a predat ștafeta pentru promovarea idealurilor programului: prietenie, dreptate, stil de viață sănătos.

## Premii și recompense
La sfârșitul anului 2021, "Football for Friendship" are peste 60 de premii naționale și internaționale în domeniul responsabilității sociale, sportului și comunicării, inclusiv trei titluri GUINNESS WORLD RECORDS™ pentru cele mai multe naționalități în antrenamentul fotbalistic din istorie, cel mai mare număr de utilizatori la un eveniment de fotbal online din istorie și cel mai mare număr de utilizatori într-un stadion virtual. Printre alte premii se numără Premiile SABRE în secțiunea CSR (SUA), Premiile Gold Quill pentru cel mai bun proiect social de pe planetă (SUA), Grand Prix Silver Archer (Rusia), Premiile IPRA pentru cel mai bun proiect-campanie de sprijin pentru ODD-urile ONU (Marea Britanie), ICCO Global Award for Intercultural Communication (Marea Britanie) și altele.
În 2020, Academia Internațională "Football for Friendship" pentru antrenori a primit "PRNEWS Platinum PR Awards" (SUA), iar în 2021, emisiunea YouTube "Stadionul este locul unde sunt eu" („Stadium is where I am”) și "Vești bune" („Good News”), organizată de copiii de la începutul pandemiei pentru a sprijini oamenii din întreaga lume, au câștigat premiul pentru cel mai bun canal YouTube.